# بو ژست
بو ژست (انگلیسی: Beau Geste) نام یک مجموعهٔ تلویزیونی به کارگردانی «داگلاس کمفیلد» است که در سال ۱۹۸۲ تولید و از شبکهٔ بی‌بی‌سی پخش شد.
این مجموعه، بر پایهٔ رمانی به همین نام، اثرِ «پرسیوال کریستوفر رِن» ساخته شده و نسبت با سایر اقتباس‌های تصویری از این رمان، بیشتر به داستان آن وفادار مانده است.
این سریال در دههٔ شصت خورشیدی در ایران دوبله و از تلویزیون پخش شد.

## بازیگران و نقش‌ها
- بندیکت تیلور در نقش «مایکل "بو" ژست»
- آنتونی کاف در نقش «دیگبی ژست»
- جاناتان موریس در نقش «جان ژست»
- جان فورجام در نقش «استوار لوژن»
- استفان گریف در نقش «بولدینی»
- وندی ویلیامز در نقش «لیدی براندون»
- دیمین تامس در نقش «سروان رونوف»
- جان چلیس در نقش «سرجوخه دوپری»
- سالی بکستر در نقش «ایزابل»
- جولیا چیمبرز در نقش «کلودیا»
- لوسی بنجامین در نقش «کلودیا در نوجوانی»
- هری فیلدر در نقش «لژیونر»
- پت گورمن در نقش «لژیونر»
- بری دنن در نقش «بادی»
- کریستوفر مالکوم در نقش «هنک»
- جان مورینو در نقش «ماریس»